# La Bourdonnais (1953)
Pour les articles homonymes, voir La Bourdonnais.
Le La Bourdonnais est un paquebot construit en 1951 par l’arsenal de Lorient pour les Messageries maritimes. Il est lancé le 5 juillet 1951 et mis en service en 31 mars 1953. En 1968, il est vendu à la compagnie K. Efthymiades qui l’utilise comme ferry entre la Grèce et Chypre sous le nom de Knossos. Le 3 mai 1973, un incendie se déclare à bord lors d’une traversée. Gravement endommagé, il est remorqué jusqu’au Pirée où il est désarmé. En 1976, il est vendu à la casse et détruit à Perama.
Il est nommé du nom du gouverneur Bertrand-François Mahé de La Bourdonnais (1699-1753), amiral de la marine royale française.

## Histoire
Le La Bourdonnais est un paquebot construit en 1951 par l’Arsenal de Lorient de Lorient pour les Messageries maritimes. Il est lancé le 5 juillet 1951 et mis en service le 31 mars 1953.
En 1968, il est vendu à la compagnie K. Efthymiades qui l’utilise comme ferry entre Le Pirée et Limassol sous le nom de Knossos.
Le 3 mai 1973, un incendie se déclare dans la salle des machines à cause d’une fuite de pétrole sur un générateur. Les passagers sont transférés à bord du ferry Stelvio et l'incendie est maîtrisé après quelques heures, mais le navire est très endommagé. Il est remorqué jusqu'au Pirée où il est désarmé. En 1976, il est vendu à la casse et détruit à Perama.

## Navires-Jumeaux
Il a trois navires jumeaux:
- le Ferdinand de Lesseps, détruit en 2003 à Alang.
- l’Oceanos, coulé le 4 août 1991.
- le Pierre Loti, détruit en 1986 à Salamine.